# Histoires parapsychiques
Histoires parapsychiques est le treizième volume, et le premier volume de la deuxième série, de La Grande Anthologie de la science-fiction, paru en 1983.
Préfacé par Demètre Ioakimidis, l'ouvrage réunit seize nouvelles, publiées entre 1950 et 1975.
La page de couverture, réalisée par Cl. Gozlan, montre un homme nu, à la peau bistre, marcher dans une rue onirique, entouré par des bâtiments biscornus et se dirigeant vers une source d'énergie.

## Publication
- Demètre Ioakimidis (dir.), Histoires parapsychiques, Le Livre de poche, n°3775, 1983, 443 p.,  (ISBN 2-253-02578-X).

## Extrait de la préface
« (…) Quoi de plus humain que de rêver ou d’aspirer à des pouvoirs qui seraient un peu plus qu’humains, justement ? Connaître l’immortalité, imposer sa volonté à autrui, communiquer à distance sans intermédiaires physiques, comprendre le langage des animaux, prévoir l’avenir avec certitude : envers des dons comme ceux-là, notre inconscient laisse apparaître une ambivalence. Il y a, d’une part, la poursuite du bonheur, de la santé, de la fortune ou de la gloire, que de tels dons pourraient faciliter. Et il y a également, d’autre part, la vague crainte que ces dons ne sont pas vraiment pour nous, que nous ne saurions pas en user correctement, et que leur effet final s’avèrerait indirectement ou directement nuisible si nous parvenions à en disposer. (…)

Mais l'évocation de tels phénomènes dans le cadre d'une œuvre de fiction continue à stimuler l'imagination, car elle traduit toujours un ensemble d'aspirations humaines, celles qui procèdent d'un désir de pouvoir un peu plus, de voir un peu plus loin, de communiquer un peu mieux, par les ressources de l'être lui-même. Si l'homme a le choix, pour un certain registre de rêves, entre les différents thèmes que développe la science-fiction, les pouvoirs parapsychiques représentent peut-être, parmi ces thèmes, celui où il peut prendre le plus de libertés en se rêvant lui-même. »
— Extraits de la préface, p. 8 et p. 23

## Nouvelles

### Sandy et son tigre
- Auteur : Alex Apostolides[1]
- Titre original : Sandy Had a Tiger
- Nouvelle traduite par Roger Durand, initialement parue dans The Magazine of Fantasy & Science Fiction n°87, août 1958.
- Résumé : Le narrateur est le père de Sandy, un petit garçon. Cet enfant, comme beaucoup d'enfants, a un ami imaginaire qu'il est seul à voir, en l'occurrence un tigre. Ses parents ne s'inquiètent pas de cette situation. Un jour, les Hadley, plutôt bruyants, bêtes et méchants, s'installent à côté de chez eux. La situation dégénère rapidement : les Hadley sont des gens vraiment insupportables ! Mais des événements inhabituels surviennent : débordement de la baignoire, destruction d'une partie de livres des Hadley, incendie de leur garage, bruits étranges et inquiétants, etc. Perturbés à l'idée d'habiter une maison hantée, les Hadley déménagent en catastrophe. Le père de Sandy ne peut pas s'empêcher de se dire que c'est le tigre de Sandy qui les a fait fuir…

### L'Univers est à eux
- Auteur : Fritz Leiber
- Titre original : Space Time for Springers
- Nouvelle traduite de l’anglais par Catherine Grégoire, initialement publiée dans Star Science Fiction Stories n°4, novembre 1958.
- Résumé : Gummitch est un chaton qui a un QI de 160. Il a appelé ses maîtres Brave-Viande-de-Cheval (l'homme) et Kitty-Viens-Là (la femme). Aussi intelligent qu'un humain, Gummitch considère avec condescendance les autres chats des environs. Il est persuadé qu'il est un enfant humain, et que ces derniers naissent sous forme de chatons avant de devenir humains. Mais hélas pour lui, il réalise bientôt, et c'est la dernière phrase de la nouvelle : « Comme Gummitch ne le savait que trop bien, son destin faisait de lui le seul chaton au monde qui ne fût pas devenu un homme. »

### Ylla
- Auteur : Ray Bradbury
- Titre original : Ylla
- Nouvelle traduite de l’anglais par Henri Robillot, initialement parue dans Chroniques martiennes, mai 1950.
- Résumé : Ylla est une martienne, qui vit une vie tranquille. Son mari, Yll, est très gentil. Tout va bien pour eux. Un jour, néanmoins, il commence à se passer des choses étranges. Ylla rêve d'hommes très grands (peut-être 1,80 m), aux cheveux inhabituels (noirs) et aux yeux… bleus ! Quel rêve bizarre ! Puis elle entend des voix, ensuite des chansons dont elle chantonne les refrains incompréhensibles : « chagrin d'amour dure toute la vie… ». Puis Ylla croit voir des choses dans le ciel, et rêve encore d'êtres mystérieux. Son mari Yll, après avoir ri des lubies de sa femme, s'inquiète. Il lui conseille de consulter le Dr Nlle, mais Ylla refuse. Quelques jours après, elle entend de nouveaux bruits. Ils s'approchent, s'approchent, quand soudain deux bruits effrayants retentissent. Les bruits disparaissent. C'est Yll, qui a tiré avec son arme. Il refuse de dire à Ylla ce sur quoi il a tiré, ou sur qui. Maintenant, les rêves et autres hallucinations vont définitivement disparaître !

### Le Dernier Homme seul
- Auteur : John Brunner
- Titre original : The Last Lonely Man
- Nouvelle traduite de l’anglais par Frank Straschitz, initialement parue dans New Worlds n°142, mai-juin 1964.
- Résumé : Les gens détestent la solitude. De plus on a trouvé le moyen de la quasi-immortalité psychique : la possibilité du Contact. De quoi s'agit-il ? Deux personnes qui partagent les mêmes centres d'intérêt ou qui ont de l'affection l'une pour l'autre, peuvent coexister dans l'esprit d'une des deux personnes par un transfert temporaire ou définitif de l'Esprit de l'une vers celui de l'autre. Mais parfois, on peut être victime d'escroquerie… C'est ce qu'apprend Hale à ses dépens quand il accepte d'établir un Contact temporaire avec un pauvre type nommé Mack Wilson, qui meurt peu de temps après, laissant l'esprit de Mack définitivement dans celui de Hale…

### La Fille de mes rêves
- Auteur : Richard Matheson
- Titre original : Girl of My Dreams
- Nouvelle traduite de l’anglais par Christine Renard, initialement parue dans The Magazine of Fantasy & Science Fiction n°149, octobre 1963.
- Résumé : Carrie a un Pouvoir, celui de connaître l'avenir durant ses rêves. Elle rêve de meurtres ou d'accidents qui vont se produire. Son compagnon, Greg, a compris le parti que l'on pouvait en tirer : aller contacter les futures victimes et leur demander de payer pour savoir quand, où et comment elles vont être blessées ou mourir, ou quelqu'un de leur famille. Le jour où le récit commence, Carrie a rêvé d'un petit garçon qui se fera renverser par une voiture. Le lendemain, le couple se rend chez sa mère pour lui demander de verser dix mille dollars en échange d'informations sur la date et le lieu de l'accident. Elle ne peut pas payer ? Tant pis pour elle et le petit garçon… Carrie, qui fondamentalement est une femme bonne et honnête, n'en peut plus de cette vie et de cette sorte de racket sordide auprès de braves gens. Une dispute plus violente avec Greg, et ce dernier la bat violemment. Mais juste avant de perdre connaissance, Carrie a une vision : bientôt, quelqu'un armé d'un rasoir va ouvrir la gorge à Greg. Entendant cela, ce dernier presse Carrie de lui dire où et quand cela arrivera mais, avant de pouvoir en dire davantage, elle meurt des suites des coups…

### Rêves sous contrôle
- Auteur : Bernard Wolfe
- Titre original : Monitored Dreams and Strategic Cremations
- Nouvelle traduite de l’anglais par Bernard Raison, initialement parue dans Again, Dangerous Visions, 1972, anthologie publiée sous la direction de Harlan Ellison.
- Résumé : Deux étudiants, Vicky et Quentin, et un professeur, M. Rengs. Cette nouvelle tend à montrer que la substance des rêves est parfois inhabituelle et que deux rêveurs peuvent s'influencer dans leurs rêves réciproques…

### L'Âme sœur
- Auteur : Lee Sutton [2]
- Titre original : Soul Mate
- Nouvelle traduite par Dominique Vernon et Jacques-Daniel Vernon, initialement publiée dans The Magazine of Fantasy & Science Fiction n°97, juin 1959.
- Résumé : Quincy Summerfield est doté d'un don terrible, celui d'être télépathe. Mais pas avec tout le monde. Bien qu'habitant en Californie, il est en contact régulier et exclusif avec une jeune femme résidant à New York. Ils sont en quelque sorte « sur la même longueur d'onde ». La situation devenant intenable, il fait le voyage et traverse le pays. Arrivé à New-York, hélas, la jeune femme constate qu'elle ne supporte pas son être profond. Pour elle, nul échappatoire, si ce n'est le suicide. Elle se suicide donc. Quincy est-il donc enfin « libre » ? Ce n'est pas sûr : et si la jeune femme venait le hanter à tout jamais, tel un fantôme toujours présent ?

### Le Temps des prophètes
- Auteur : Margaret Saint-Clair
- Titre original : Age of Prophecy
- Nouvelle traduite de l’anglais par Arlette Rosenblum, initialement parue dans Future Combined with Science Fiction Stories, mars 1951.
- Résumé : Une guerre nucléaire qui a dévasté le pays, faisant apparaître les prophètes, dotés de pouvoirs de prescience, et des mutants, humains dégénérés, à côté des savants, anciens représentants de la science et des technologies antérieures à la guerre. Un grand-père, Tobit, et son petit-fils, Benjamin. L'enfant a des pouvoirs de prescience, mais aussi de double-vue et de super-audition. En grandissant, ses pouvoirs s’accroissent et s'affinent, jusqu'au jour où Tobit l'emmène à la grande ville. Là, Benjamin détecte des aventuriers, qui se déclarent prophètes alors qu'ils sont simples utilisateurs de ceintures antigravité ou d'autres appareils spéciaux, et découvre aussi des mutants, dotés par exemple de tentacules.  Il aide à pourchasser charlatans et autres mutants. Jusqu'au jour où Tobit et Benjamin sont faits prisonniers par des savants protecteurs de mutants, qui révèlent à Benjamin, d'une part le trouble jeu de Tobit, d'autre part que les prophètes (dont lui) ne sont après tous que des mutants. D'ailleurs, il n'est pas le seul à être doté des pouvoirs dont il s’enorgueillit ! Tobit est tué dans une tentative d'évasion, et Benjamin, bouleversé par ce qu'il vient d'apprendre, ne sait plus trop quoi croire, quoi penser, ni en qui avoir confiance…

### Un enfant pleure
- Auteur : John D. MacDonald
- Titre original : A Child Is Crying
- Nouvelle traduite de l’anglais par Frank Straschitz, initialement parue dans Thrilling Wonder Stories, décembre 1948.
- Résumé : Le petit Billy Massner, âgé de 7 ans, est un enfant ayant subi une mutation. De même que l'on est passé de l'homo erectus à l'homo sapiens, Billy est l'élément suivant, homo superior. Sachant parler à 6 mois, lire à 1 an, il avait à 3 ans les capacités intellectuelles d'un jeune homme de 18 ans. À 7 ans, il a fait progresser les mathématiques et la physique dans des proportions inouïes jusqu'à présent. Ses facultés intellectuelles intéressent les militaires, qui l'emmènent, au nom de la raison d'État, dans un lieu secret. Là, l'enfant est interrogé, mais répond difficilement aux questions posées. Sans pouvoir s'y opposer, il est drogué avec de la scopolamine. Une fois en état de semi-inconscience, il est de nouveau interrogé par quatre militaires. Bill leur annonce que non seulement il dispose de pouvoirs intellectuels exceptionnels, mais aussi qu'il peut prévoir l'avenir dans certaines proportions. Il révèle notamment qu'une guerre nucléaire aura bientôt lieu, et que les trois quarts des humains vont mourir des radiations et de l'hiver nucléaire. Seuls survivront quelques dizaines d'« homo superior » suradaptés, qui créeront une nouvelle humanité qui sera à l'humanité actuelle ce que l'humanité actuelle est aux primates. Il leur annonce aussi incidemment que la guerre aura lieu dans moins de 50 jours. La nouvelle se termine ainsi : « Billy Massner humecta ses lèvres. « Dans trois mois, aucun d'entre vous ne sera encore en vie. » Il avait parlé sur un ton calme et indifférent. Badloe fit entendre un grognement. « Il est fou ! » ricana Janks. Ils auraient voulu croire Janks. Mais ils étaient bien obligés de croire ce que disait le jeune Billy. « Et… comment allons-nous mourir ? » murmura Gates. Ils regardèrent le visage enfantin du petit garçon. Lentement, son impassibilité s'évanouit, et les yeux gris s'ouvrirent. Mais ce n'était plus le regard mort et sans âge auquel ils s'étaient accoutumés. C'étaient les yeux craintifs d'enfant. Et le petit visage aussi, tout pâle, exprimait la peur et l'indécision. Sa voix avait perdu son calme imperturbable : « Qui êtes-vous, demanda le petit garçon, au bord des larmes. Que me voulez-vous ? Pourquoi me faites-vous cela ? Je veux rentrer chez moi ! ». Dans la pièce obscure, quatre hommes silencieux regardèrent un enfant pleurer. »

### L'Homme qui n'avait jamais existé
- Auteur : R. A. Lafferty
- Titre original : The Man Who Never Was
- Nouvelle traduite de l’anglais par Dominique Abonyi, initialement parue dans Magazine of Horror, été 1967.
- Résumé : Mihai Lado réside depuis quelques mois dans la petite ville de Springdale. Un jour, il explique à ses compagnons de beuverie, dans le saloon, qu'il est en réalité un homme du futur et qu'il est capable de faire disparaître n'importe qui de la surface de la Terre et de faire en sorte que personne ne se souvienne du disparu. Tiens, par exemple, prenons ce débile mental de Jessie Pidd : Lado proclame qu'il va le faire disparaître. Et effectivement, dans les heures qui suivent, Jessie subit un étrange phénomène : ses traits s'effacent lentement, il devient évanescent avant de disparaître complètement dans la journée qui suit. C'est comme s'il n'avait jamais existé. Les autres hommes sont horrifiés par ce qu'ils ont constaté : comment Lado a-t-il pu faire cela ? Ils en viennent à la conclusion que Lado a commis un véritable meurtre et décident de le lyncher. Lado rétorque qu'en fait, Jessie Pidd n'a jamais existé, et que c'est une sorte d'image qu'il a inventée lors de son arrivée dans la ville : Jessie était un mirage, une coquille vide. D'ailleurs, se souvient-on du fait de savoir s'il était marié ou avait des enfants ? S'il a fait une action qui fasse qu'on se souvienne de lui ? Au fait, quel âge avait-il ? Quelle était la couleur de ses yeux, de ses cheveux ? Les autres répondent qu'en effet, Jessie était un attardé mental et qu'il ne s'était jamais fait remarquer par quiconque, et qu'on ne lui connaissait aucune famille ni aucun trait caractéristique. Lado poursuit : peut-on trouver un acte de naissance, un acte de décès, un contrat qu'il aurait signé, une facture de gaz à son nom ? une simple signature de sa part ? Lado conclut en proclamant sa bonne foi. Les autres font une rapide recherche : effectivement, on ne dispose d'aucun écrit de la part de Jessie Pidd. Mais ils font observer qu'ils ont vu Jessie « disparaître », « se diluer ». Et en tant que témoins, ils décident de pendre Lado, hors de tout procès. Celui-ci est donc, à sa grande stupéfaction, pendu haut et court. Quelques jours plus tard, un enquêteur de l'État arrive dans la bourgade : la nouvelle de la pendaison sauvage s'est répandue, et il vient interroger les habitants. Ceux-ci, qui ont décidé de garder secrète l'exécution, déclarent qu'ils ne savent rien, qu'ils n'ont rien vu et rien entendu. Mihai Lado ? Jamais entendu parler ! C'est ainsi qu'après Jessie Pidd, il y eut un second homme qui n'avait jamais existé à Springdale.

### La Sangsue
- Auteur : Robert Silverberg
- Titre original : The Warm Man
- Nouvelle traduite de l’anglais par Suzanne Rondard, initialement parue en mai 1957 dans The Magazine of Fantasy & Science Fiction.
- La nouvelle ne doit pas être confondue avec La Sangsue, une nouvelle de Robert Sheckley.

### Promenons-nous dans les rues
- Auteur : Clifford D. Simak
- Titre original : To Walk a City's Street
- Nouvelle traduite de l’anglais par Henry-Luc Planchat, initialement parue dans Infinity Three, 1972.
- Résumé : Joe et Charley sont deux fonctionnaires du gouvernement américain. Ils ont un travail a priori très simple mais étrange : faire promener Ernie Foss dans certaines rues de certaines villes du pays. Il faut savoir qu'Ernie dispose d'un don assez étrange : après son passage, tous les gens malades guérissent mystérieusement. Il est donc, en quelque sorte, un « super-médicament ambulant ». Et par conséquent on le promène de rues en rues, de quartiers en quartiers, de villes en villes, afin que sa seule présence et son seul passage puissent soigner les gens. Il s'agit donc d'une opération de santé publique. Un jour, Ernie tente de s'échapper, mais l'avocat qu'il a contacté ne le croit pas : Ernie quitte le cabinet d'avocat tout en étant retrouvé par Joe et Charley. La nouvelle se termine par une nouvelle secrète reçue par Joe et Charley. Ils apprennent qu'Ernie, loin de soigner les gens, les tue (involontairement bien sûr). En fait, Ernie est porteur d'un virus ultra-pathogène qui tue les « maladies classiques » avant de prendre leur place dans les corps des gens. On vient de s'apercevoir très récemment que dans le quartier où il vivait il y a quatre ans (c'est-à-dire lorsqu'on a découvert son étrange pouvoir de guérison), les gens commençaient à « mourir comme des mouches ». On a isolé le virus, qui provient bien d'Ernie. Ainsi, toutes les personnes qu'il a côtoyées durant ces dernières années, que ce soit son escorte d'agents du gouvernements et les milliers de gens (ou millions de gens) qu'il a croisés, vont bientôt mourir… Et cela pendant les quatre prochaines années… Joe et Charley comprennent immédiatement que leur sort est scellé : non seulement ils n'ont que quelques mois à vivre avant d'être tués par le virus assassin, mais encore le gouvernement va essayer de les museler, si ce n'est les faire disparaître, pour étouffer l'énorme scandale qui risque d'éclater. Joe et Charley décident d'aller se cacher immédiatement afin de profiter des quelques mois qu'il leur reste à vivre. En attendant, Joe annonce à Charley qu'il va « s'occuper d'Ernie ».

### Neuf vies
- Auteur : Ursula K. Le Guin.
- Titre original : Nine Lives.
- Nouvelle traduite de l’anglais par Jean Baillache, initialement parue dans Playboy, novembre 1969.

### Superstition
- Auteur : Poul Anderson
- Titre original : Superstition
- Nouvelle traduite de l’anglais par Bruno Martin, initialement parue dans The Magazine of Fantasy & Science Fiction n°58, mars 1956.
- Résumé : La Terre a subi des guerres atomiques, et la civilisation est retournée à l'état du Moyen Âge. La science est honnie et rendue responsable de tous les malheurs de l'humanité. Elle a été remplacée par la Magie et par divers cultes magiques (dont le Vaudou). C'est désormais l'esprit scientifique du XXe siècle qui fait figure de « superstition »… La société est désormais dirigée par des sorciers et autres chamanes ; rien d'important ne se fait sans leur accord. Ainsi, il existe encore quelques vaisseaux spatiaux, mais ils sont dirigés par des sorciers, chargés de détecter les micro-météorites et de choisir la trajectoire. L'histoire narrée dans la nouvelle concerne le Phobos, vaisseau spatial composé de plusieurs membres d'équipage. Parmi eux se trouve Philip Hall, qui ne croit pas en la sorcellerie mais qui croit en la rigueur scientifique. Il explique sa conception des choses à un de ses collègues, qui le regarde d'un mauvais œil : Hall risque-t-il d'attirer le mauvais sort sur le voyage ? Un autre problème surgit : la sorcière qui commande le vaisseau est une jeune femme prénommée Valeria. Mais elle tombe inopinément amoureuse de Hall ! Elle se rend compte de son état lors d'une discussion qu'elle a avec lui : elle ne parvient pas à se résoudre à le dénoncer comme élément subversif. Survient alors un événement totalement inattendu : Valeria a la prescience de l'arrivée prochaine de micrométéorites qui risquent d'endommager le vaisseau. Elle donne ses instructions, et effectivement le vaisseau est touché par de telles micro-météorites, heureusement sans gravité. Hall est désemparé et se met à douter : toujours persuadé que seule la logique, la rationalité et la science peuvent donner des résultats en matière physique, il se demande toutefois si les dons parapsychiques ne seraient pas, après tout, une réalité. Et si toute cette « superstition » qu'il rejetait jusqu'à présent avait un réel fondement, à côté de la science ? Hall découvre autre chose enfoui dans son cœur : il est tombé amoureux de Valeria…

### À malin, malin et demi
- Auteur : John Novotny [3],[4]
- Titre original : A Trick or Two.
- Nouvelle traduite en français par Daniel Meauroix, pseudonyme d'Alain Dorémieux, , initialement parue dans The Magazine of Fantasy & Science Fiction n°74, juillet 1957.
- Résumé : Jesse a appris par l'un de ses amis que tout le monde dispose d'un pouvoir magique, mais que, d'une part les gens ne le savent pas, et que d'autre part, même en cherchant, on peut très bien ne jamais trouver le pouvoir magique que l'on détient. Ainsi l'ami de Jesse a-t-il le pouvoir de faire disparaître de petits objets (cendrier, paille, etc). Durant les semaines qui suivent, Jesse cherche quel pourrait être son pouvoir magique, mais en vain. Jusqu'au jour où, en rangeant une armoire avec sa secrétaire, il découvre qu'il est capable de faire disparaître tous les habits que porte sa secrétaire, qui devient nue si elle est enfermée quelques secondes dans un placard. Estomaqué par ce pouvoir, il paye de nouveaux habits à la jeune femme. Mais en fait, ce pouvoir qu'il a découvert lui convient très bien ! En effet, depuis des mois, il est follement attiré par Laura, une belle femme qu'il courtise en vain. On va bien voir… Un soir, il invite Laura chez lui, et lui demande si elle « se donnerait à lui » dans une situation exceptionnelle, par exemple s'il parvenait à lui enlever tous ses vêtements sans la toucher. Laura est étonnée et demande à voir… Jesse lui désigne un placard rempli de fourrures : tandis que Laura s'en approche, il la pousse à l'intérieur du placard, fantasme qu'elle soit déshabillée, rouvre le placard, et découvre Laura totalement nue. Ça a marché ! Laura, bizarrement, n'est pas surprise pour autant. Elle lui demande de se saisir d'un tisonnier en fonte, situé près de la cheminée, et de le tendre à bout de bras. La nouvelle se termine ainsi :

« Perplexe, Jesse se dirigea vers la cheminée, ramassa l'ustensile et le tint comme elle le lui demandait. Laura leva l'index, le pointa vers le tisonnier. Horrifié, Jesse vit alors celui-ci s'avachir, mou comme du chiffon, et pendre lamentablement au bout de la main.
— Vous voyez, Jesse, dit Laura, vous ne pourrez jamais rien contre moi. Il y a longtemps que j'ai découvert mon pouvoir magique. »

### Situation inhabituelle à Summit City
- Auteur : R. A. Lafferty
- Titre original : A Special Condition in Summit City
- Nouvelle traduite de l’anglais par Dominique Abonyi, initialement parue dans Universe 2, 1972.
- Résumé : Summit City est une petite ville tout à fait banale, et habituellement les gens s'entendent bien entre eux. Or un jour, les gens de Summit City ne se comprennent plus : mots, verbes, phrases, mais aussi signaux, vêtements, uniformes, gestes, plus rien n'a de signification. Alors ils se battent entre eux, ou s'entretuent. Les moins sanguinaires restent amorphes ou plongés en état de stupeur. Des accidents ont lieu, des incendies se déclarent. On apprend que ces quelques heures de désintégration sociale résultent d'une expérience scientifique organisée par les professeurs Hegeman et Boot-Grabman. Ces deux savants pensaient en effet que tous les humains sont naturellement télépathes et que les mots, les phrases, ne sont que l'habillage de la pensée. Mais comment le prouver ? Tout simplement en supprimant les ondes cérébrales par lesquelles nous émettons des messages subliminaux et recevons ceux de notre entourage. Si ces ondes cérébrales sont rendues inactives, ce qui restera sera le chaos à l'état pur, faute d'intercommunicabilité. Ainsi l'existence des pouvoirs psychiques de l'être humain vont être prouvés par le fait que les humains ne sont pas non-télépathes. Voici une analogie : supposons des gens habitués depuis des générations à parler alors qu'un bruit assourdissant a lieu ; si un jour on supprime ce bruit assourdissant, on ne pourra que constater la Parole. Dans cet exemple, le bruit assourdissant, ce sont les mots, les phrases, les signes et signaux conventionnels, et la Parole, c'est la possibilité de télépathie. Quelques heures après le début de « l'expérience », celle-ci est interrompue par l'armée, et les deux professeurs sont incarcérés. Leur procès a lieu. Ils se défendent en disant que l'expérience a été un réel succès : le chaos dû à l'absence des ondes cérébrales a montré que l'espèce humaine est télépathe. Ils plaident leur acquittement. Hélas pour eux, la cour se prononce en faveur de leur condamnation : cette triste expérience a entraîné la mort de 400 personnes et des milliers de blessés…